# Lotte Newman

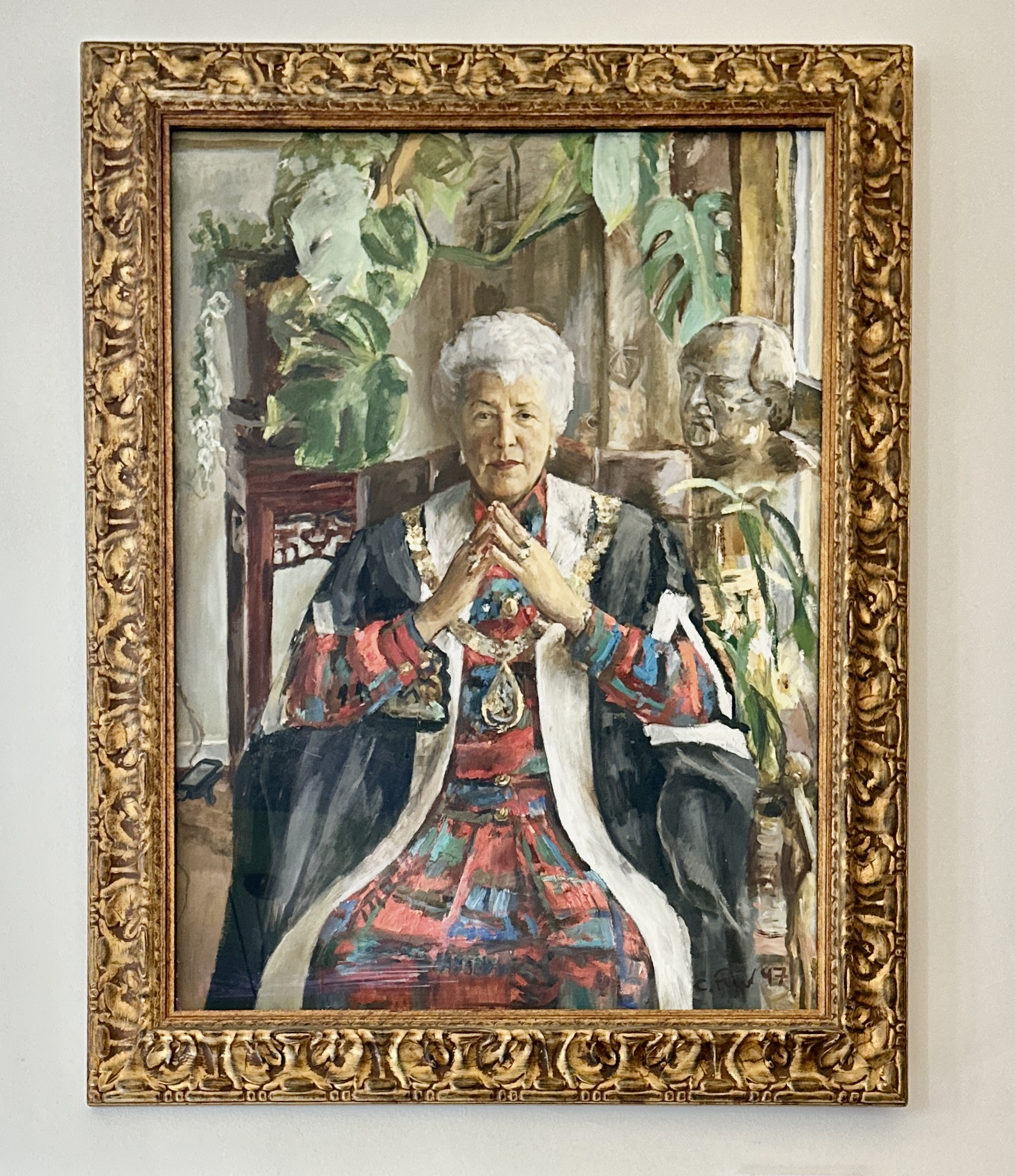
Lotte Newman

Lotte Therese Newman, CBE  (* 22. Januar 1929 in Frankfurt am Main, Deutschland; † 26. April 2019 in London, Vereinigtes Königreich) war eine deutsch-britische Medizinerin. Sie war die zweite Präsidentin des Royal College of General Practitioners (RCGP) und war die erste Präsidentin, die durch eine Abstimmung aller Mitglieder gewählt wurde.

## Leben und Werk
Newman war die Tochter der Ärzte Tilly Meyer und George Neumann. Ihr Vater zog 1933 nach Glasgow, um sich im Vereinigten Königreich erneut für Medizin zu qualifizieren. Er praktizierte als praktischer Arzt im Norden Londons und holte seine Familie 1938 nach Großbritannien. Zwei Jahre später, im Alter von 11 Jahren, erhielt Newman ein Stipendium für die North London Collegiate School. Sie studierte dann an der University of Birmingham, wo sie einen Bachelor of Science-Abschluss in Anatomie und Physiologie erhielt. Am King’s College London und an den medizinischen Fakultäten des Westminster Hospital absolvierte sie eine medizinische Ausbildung, die sie 1957 abschloss.
Sie arbeitete zunächst als Assistenzärztin im Kinderkrankenhaus Westminster und dann in der Allgemeinmedizin am St. Stephen’s Hospital. Als ausgebildete Allgemeinmedizinerin unterstützte sie 1958 ihren Vater in seiner Praxis in Edgware, bevor sie 1961 ihre eigene Praxis im medizinischen Zentrum Cholmley Gardens in West Hampstead gründete. 1959 heiratete sie Norman Aronsohn, mit dem sie in fünfeinhalb Jahren vier Kinder bekam und nur 30 Wochen Mutterschaftsurlaub nahm.
1965 erweiterte sie die Praxis zusammen mit ihrem Kollegen Tony Antoniou, einem Assistenten in Cholmley Gardens, zum Abbey Medical Center in Abbey Road im Norden Londons. Dieses Zentrum leitete sie mehr als 35 Jahre lang, bis sie 2005 in den Ruhestand ging.

## Tätigkeiten beim Royal College of General Practitioners und weiteren Institutionen
1972 wurde sie Prüferin am RCGP. Sie wurde 1980 zum Mitglied des RCGP-Rates gewählt und war von 1994 bis 1997 die erste Präsidentin, die durch eine Abstimmung des gesamten Kollegiums gewählt wurde. Während ihrer Zeit beim RCGP arbeitete sie daran, die Leitung des Gremiums frauenfreundlicher zu gestalten, sorgte dafür, dass mehr Frauen in den Ausschüssen vertreten waren, richtete Kinderkrippen für College-Veranstaltungen ein und änderte die Zeiten und Strukturen der Treffen, um jüngere weibliche Mitglieder zur Teilnahme zu ermutigen.
Von 1987 bis 1988 war sie Präsidentin der Women’s Medical Federation und von 1988 bis 1989 Präsidentin der Internationalen Gesellschaft für Medizin. In den 1990er Jahren war sie Beraterin der Weltgesundheitsorganisation und mehrerer Gerichte des Innenministeriums. Sie war von 1999 bis 2002 medizinische Direktorin der St. John’s Ambulance und von 1992 bis 1994 Mitglied des Bewährungsausschusses.
Newman und Fons Sips gründeten und leiteten gemeinsam die Group of Eight, eine repräsentative Arbeitsgruppe, die den strukturellen Grundstein für eine neue europäische Organisation legte, die innerhalb der World Organization of National Colleges, Academies (WONCA) gegründet werden sollte, aber auch die Arbeit von Societas Internationalis Medicinae Generalis (SIMG) und den anderen Forschungsgruppen einbeziehen sollte. Sie förderte die britische Allgemeinmedizin in Europa durch ihre Arbeit mit der Societas Internationalis Medicinae Generalis (SIMG) und leitete den Zusammenschluss von SIMG mit der World Organization of National Colleges, Academies (WONCA), wodurch die Europäische Gesellschaft für Allgemeinmedizin und Familienmedizin gegründet wurde. Sie spielte auch eine entscheidende Rolle bei der Gründung des European Journal of General Practice.
Sie ermöglichte die Verbindungen, die zur Gründung der Jewish Medical Association UK führten. Sie förderte jüngere Ärzte, um sich für jüdische medizinische öffentliche Angelegenheiten zu engagieren.
Newman starb 2019 im Alter von 90 Jahren.

## Orden und Ehrenzeichen
- 1991: Officer des Order of the British Empire (OBE)
- 1998: Commander des Order of the British Empire (CBE)[6]